# 华南理工大学数学学院
华南理工大学数学学院（简称：华工数学学院）是华南理工大学下属的理科学院，成立于2014年。

## 历史沿革

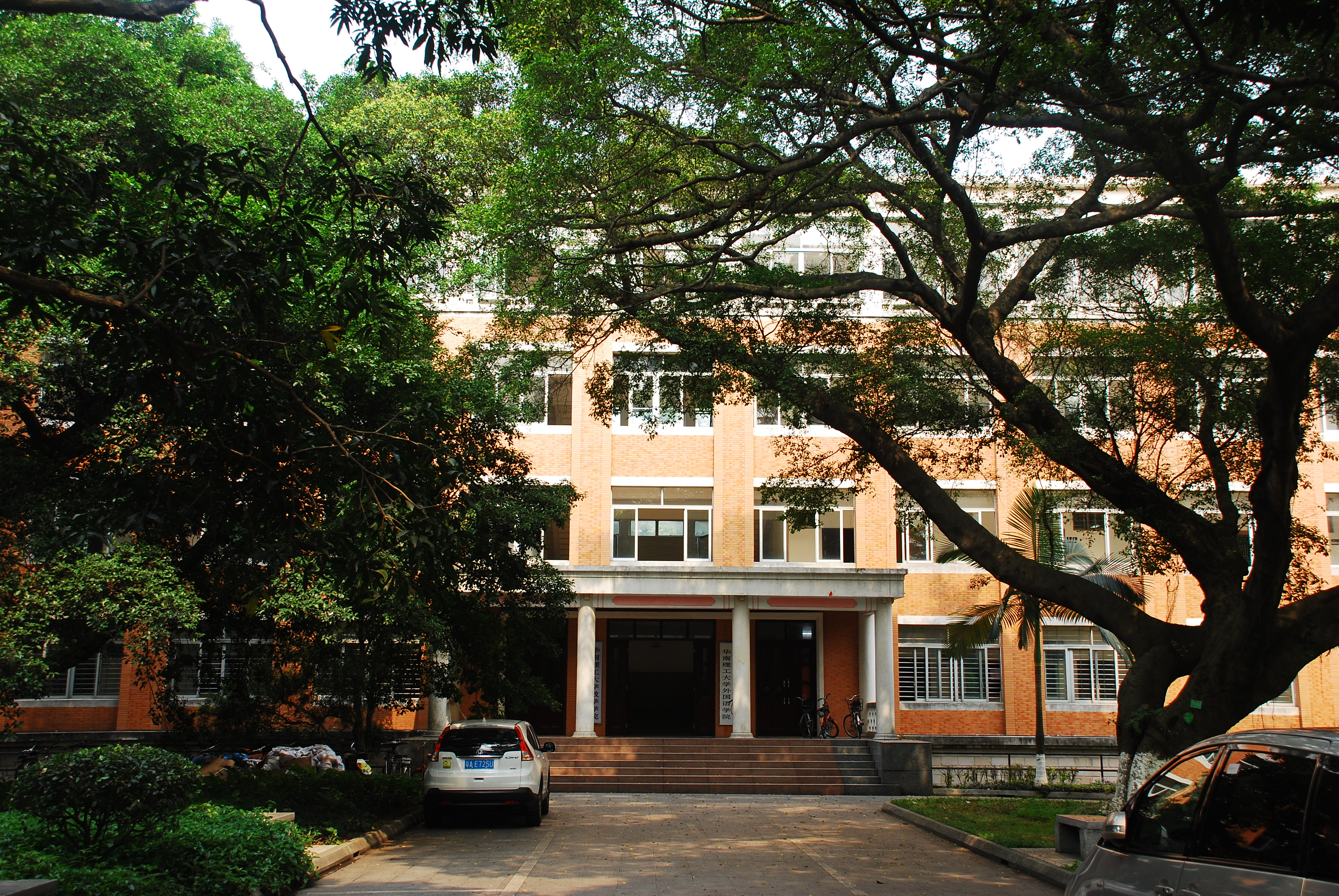
数学学院与外国语学院共同在4号楼办公，4号楼在2014年公布为广州市历史建筑

1952年院系调整后，原中山大学数学学科合并岭南大学、华南联合大学、湖南大学等院校数学科系等迁往原岭南大学校址，仅部分师资留守五山原国立中山大学校园以成立大学数学教研室，服务以工科为单一学科的新设华南工学院。:27
1958年大跃进时期，为了服务国家在火箭、卫星、原子弹等尖端科学，华南工学院党委书记张进提出探索工科大学理工结合。次年，教研室改组成立数学系，同年招收应用数学本科生30人，卢文教授任系主任。:76
1962年，物理系、数学系和力学系合并为数理力学系。1969年，学校再度定位于数学教学服务工科教育，数理力学系调整为基础部，包含数学、物理、英语、工程制图，半导体专业改隶无线电与自动控制系。
1978年文化大革命结束，同年7月，被拆分的华南工学院和广东化工学院重新合并，学校开始筹备成立包括物理系在内的理科系。:1791979年，数学力学系成立，并在1987年分为应用数学系和工程力学系。。:423
2002年，与应用物理系和化工学院下的应用化学系组建理学院，成为理学院下的应用数学系。2004年，理学院撤销，应用数学系升格为数学科学学院。
2008年，学校调整方针，注重发展工学学科，因而将数学、物理学院再度合并为理学院，原数学学院成为理学院下设的数学系。
2014年7月，新校长王迎军改革，决定做强理学学科，将理学院拆散，成立现在的数学学院。

## 行政与架构

### 现任领导
截至2022年11月，学院的领导组成为：
- 党委书记：孙国忠
- 院长：温焕尧
- 副院长：李兵、刘锐、何志坚
- 党委副书记、纪委书记：邹敏

### 机构设置[1]
| - 本科教研系 - 数学与应用数学系 - 信息管理与系统科学系 - 统计与金融数学系 - 信息与计算科学系 - 公共教学部门 - 大学数学部（国家工科数学基础课程教学基地） - 数学实验中心（广东省数学技术实验教学示范中心） | - 行政部门 - 学院办公室 - 学生工作办公室 - 学生组织 - 研究生会 - 团委学生会 |

## 学术科研

### 学科设置
截至2020年2月，本学院共有如下的博士后流动站、研究生学位授权点和本科专业：
- 博士后流动站：数学
- 研究生硕士、博士学位授权点：数学
- 本科专业：数学与应用数学、信息管理与信息系统、信息与计算科学

其中：数学一级学科是广东省优势重点学科；数学与应用数学专业是国家级特色专业国家级一流本科专业，信息管理与信息系统专业是广东省名牌专业。
数学学院曾在2011年获批统计学一级学科学位授权点，但其博士及硕士学位授权点已分别在2015年及2016年撤销。

### 科研平台
- 研究组
  - 数学研究所
  - 统计研究所
  - 量子代数研究中心
  - 大数据研究中心
  - 数学实验中心

## 知名校友
- 罗征援（1962级本科应用数学专业）：美国宇航局格伦研究中心（英语：Glenn Research Center）研究员，研究计算流体力学、空气动力学、气动声学、超级计算解决方案等，首任校长罗明燏之子
- 侯一钊（1982届数学师资班）：数值分析专家，加州理工学院数学系主任、美国艺术与科学院院士
- 何妙玲（1989届本科应用数学专业）：恒大集团执行董事兼副总裁